# Elezioni parlamentari in Bielorussia del 2019
Le elezioni parlamentari in Bielorussia del 2019 si sono tenute il 17 novembre.

## Risultati
| Liste                | Liste                                               | Voti      | %     | Seggi | +/–   |
| -------------------- | --------------------------------------------------- | --------- | ----- | ----- | ----- |
|                      | Partito Comunista della Bielorussia                 | 559.537   | 10,62 | 11    | +3    |
|                      | Partito Repubblicano del Lavoro e della Giustizia   | 355.971   | 6,75  | 6     | +3    |
|                      | Partito Liberal-Democratico di Bielorussia          | 280.683   | 5,33  | 1     | -     |
|                      | Partito Socialdemocratico Bielorusso                | 84.790    | 1,61  | -     | -     |
|                      | Partito del Fronte Popolare di Bielorussia          | 82.403    | 1,56  | -     | -     |
|                      | Partito Patriottico di Bielorussia                  | 75.283    | 1,43  | 2     | –1    |
|                      | Partito Civico Unito di Bielorussia                 | 72.192    | 1,37  | -     | –1    |
|                      | Partito Agrario                                     | 46.785    | 0,89  | 1     | +1    |
|                      | Partito Bielorusso della Sinistra "Un mondo giusto" | 37.861    | 0,72  | -     | -     |
|                      | Assemblea Socialdemocratica Bielorussa              | 23.164    | 0,44  | -     | Nuovo |
|                      | Partito Verde Bielorusso                            | 10.592    | 0,20  | -     | -     |
|                      | Partito Social-sportivo Bielorusso                  | 7.905     | 0,15  | -     | Nuovo |
|                      | Partito Repubblicano                                | 7.529     | 0,14  | -     | Nuovo |
|                      | Candidati indipendenti                              | 3.178.037 | 60,31 | 89    | –5    |
|                      | Contro tutti                                        | 447.111   | 8,48  | -     | –     |
| Totale               | Totale                                              | 5.269.843 | 100   | 110   |       |
| Schede bianche/nulle | Schede bianche/nulle                                | 49.725    |       |       |       |
| Votanti              | Votanti                                             | 5.319.568 |       |       |       |
| Elettori             | Elettori                                            | 6.880.605 |       |       |       |

 Per voblasc' (regione) 
| Liste                | Minsk (Candidati Archiviato il 2 gennaio 2020 in Internet Archive. Risultati Archiviato il 30 settembre 2020 in Internet Archive.) | Brėst (Candidati Archiviato il 2 gennaio 2020 in Internet Archive. Risultati Archiviato il 2 gennaio 2020 in Internet Archive.) | Vicebsk (Candidati Archiviato il 2 gennaio 2020 in Internet Archive. Risultati Archiviato il 15 febbraio 2020 in Internet Archive.) | Homel' (Candidati Archiviato il 2 gennaio 2020 in Internet Archive. Risultati Archiviato il 24 novembre 2019 in Internet Archive.) | Hrodna (Candidati Archiviato il 2 gennaio 2020 in Internet Archive. Risultati Archiviato il 20 novembre 2019 in Internet Archive.) | Minsk (Candidati Archiviato il 2 gennaio 2020 in Internet Archive. Risultati Archiviato il 29 settembre 2020 in Internet Archive.) | Mahilëŭ (Candidati Archiviato il 2 gennaio 2020 in Internet Archive. Risultati Archiviato il 30 settembre 2020 in Internet Archive.) |
| -------------------- | --- | --- | --- | --- | --- | --- | --- |
| KPB                  | 106.669 | 34.210 | 40.418 | 161.392 | 22.743 | 111.414 | 82.691 |
| PDLB                 | 83.042 | 18.785 | 23.063 | 48.239 | 49.814 | 41.701 | 16.039 |
| PRLG                 | 75.525 | 104.281 | 13.917 | 103.572 | 4.036 | 42.614 | 12.026 |
| PCU                  | 15.170 | 3.869 | 5.275 | 15.596 | 14.229 | 5.579 | 12.474 |
| PPB                  | 29.136 | 41.256 | 0 | 0 | 0 | 3.430 | 1.461 |
| FPB                  | 8.473 | 6.573 | 9.240 | 5.859 | 9.506 | 2.552 | 40.200 |
| Sinistra             | 9.398 | 9.202 | 3.610 | 6.862 | 5.399 | 2.886 | 504 |
| PSDB                 | 23.031 | 34.677 | 3.723 | 2.218 | 7.901 | 5.989 | 7.251 |
| Verdi                | 3.500 | 0 | 0 | 0 | 2.568 | 4.524 | 0 |
| BSDH                 | 14.561 | 909 | 0 | 0 | 1.105 | 6.336 | 253 |
| RP                   | 2.719 | 0 | 2.146 | 0 | 0 | 2.664 | 0 |
| AP                   | 0 | 0 | 0 | 0 | 0 | 46.785 | 0 |
| PSSB                 | 7.905 | 0 | 0 | 0 | 0 | 0 | 0 |
| Contro tutti         | 77.566 | 73.702 | 51.239 | 64.381 | 56.928 | 77.468 | 45.827 |
| Schede bianche/nulle | 6.182 | 9.482 | 7.933 | 7.870 | 6.725 | 10.286 | 7.429 |
| Totale               | 814.206 | 778.292 | 703.631 | 879.624 | 594.940 | 884.916 | 663.959 |